# Hot Dog (Lou Donaldson)
Hot Dog è un album di Lou Donaldson, pubblicato dalla Blue Note Records nel 1969. Il disco fu registrato il 25 aprile dello stesso anno al Rudy Van Gelder Studio di Englewood Cliffs, New Jersey (Stati Uniti).

## Tracce
Lato A
1. Who's Making Love ? – 6:35 (Homer Banks, Bettye Crutcher, Don Davis, Raymond Jackson)
2. Turtle Walk – 7:48 (Lou Donaldson)
3. Bonnie – 4:55 (Tommy Turrentine)

Lato B
1. Hot Dog – 10:40 (Denny Dedmon, Lou Donaldson, Buck Owens)
2. It's Your Thing – 8:55 (O'Kelly Isley, Ronald Isley, Rudolph Isley)

## Musicisti
Lou Donaldson Quintet
- Lou Donaldson - sassofono alto elettrico, voce
- Ed Williams - tromba
- Charles Earland - organo
- Melvin Sparks - chitarra
- Leo Morris - batteria